# Un homme tombera du ciel
Un homme tombé du ciel (Tigeraugen sehen besser) est un téléfilm allemand, réalisé par Thomas Nennstiel, et diffusé en 2003.

## Fiche technique
- Titre allemand : Tigeraugen sehen besser
- Réalisation : Thomas Nennstiel
- Scénario : Astrid Alexa Völker et Astrid Alexa Völker
- Photographie : James Jacobs
- Musique : Rainer Oleak
- Durée : 89 min

## Distribution
- Anica Dobra : Judith Behrens
- Christoph Waltz : Docteur Thilo Rylow
- Gerd Baltus : Gernot
- Soraya-Antoinette Richter : Lissi
- Florian Weber : Kevin
- Sandra Steffl : Corinna
- Andreja Schneider : Ewa
- Armin Dillenberger : Lauber
- Daniel Morgenroth : Puchl
- Ina Rudolph : Docteur Ilka Mannheimer